# Александр Тронер
Алекса́ндр Троне́р (фр. Alexandre Trauner, угор. Trauner Sándor — Ша́ндор Тра́унер); нар. 3 серпня 1906, Будапешт, Австро-Угорщина — пом. 5 грудня 1993, Омонвіль-ла-Петіт, Манш, Франція) — французький художник кіно угорського походження.

## Біографія
Александр Тронер народився 3 серпня 1906 року в Будапешті, Австро-Угорщина (зараз Угорщина). Після вивчення живопису в угорській Королівській школі образотворчих мистецтв, він емігрував у 1929 році до Парижа, де став асистентом художника Лазара Меєрсона, працюючи на створення таких фільмів, як «Свободу нам!» (1932) та «Героїчна кермесса» (1935). З 1937 році почав працювати як художник-декоратор.
Як художник-постановник Александр Тронер працював над найголовнішими фільмами Марселя Карне: «Набережна туманів» (1938), «День починається» (1939) та «Діти райка» (1945). Він також створив ескізи декорацій для «Свідка обвинувачення» та кількох інших фільмів Біллі Вайлдера. Працював також з такими режисерами, як Ів та Марк Аллегре, Джон Г'юстон, Джозеф Лоузі, Бертран Таверньє, Люк Бессон та ін.
У 1961 році Александр Тронер спільно з Едвардом Д. Бойлом здобув премію «Оскар» за найкращу роботу художника-постановника у фільму Біллі Вайдлера «Квартира». Також він 7 разів був номінований на здобуття французької національної кінопремії «Сезар», отримавши три нагороди (у 1977, 1980 і 1986 роках).
У 1980 році Александр Тронер входив до складу журі 30-го Берлінського міжнародного кінофестивалю, очолюваного Інгрід Тулін.

## Фільмографія
Художник-постановник
| Рік  | Назва українською                  | Оригінальна назва                          | Примітки  |
| ---- | ---------------------------------- | ------------------------------------------ | --------- |
| 1930 | Золоте століття                    | L'âge d'or                                 |           |
| 1932 | Дантон                             | Danton                                     |           |
| 1932 | Справа в капелюсі                  | L'affaire est dans le sac                  | декоратор |
| 1933 | Сібулет                            | Ciboulette                                 |           |
| 1934 | Готель вільного обміну             | L'hôtel du libre échange                   | декоратор |
| 1934 | Без сім'ї                          | Sans famille                               |           |
| 1934 | Зу-Зу                              | Zouzou                                     | декоратор |
| 1935 | Героїчна кермесса                  | La kermesse héroïque                       | декоратор |
| 1937 | Вам нічого сказати?                | Vous n'avez rien à déclarer?               |           |
| 1937 | Простак                            | Gribouille                                 |           |
| 1937 | Пані Малакі                        | La dame de Malacca                         |           |
| 1937 | Дивна драма                        | Drôle de drame                             |           |
| 1937 | Молленар                           | Mollenard                                  |           |
| 1938 | Набережна туманів                  | Le quai des brumes                         |           |
| 1938 | Вхід для артистів                  | Entrée des artistes                        |           |
| 1938 | Північний готель                   | Hôtel du Nord                              |           |
| 1939 | День починається                   | Le jour se lève                            |           |
| 1941 | Буксири                            | Remorques                                  |           |
| 1942 | Вечірні відвідувачі                | Les visiteurs du soir                      |           |
| 1943 | Сонце завжди праве                 | Le soleil a toujours raison                |           |
| 1943 | Літнє світло                       | Lumière d'été                              |           |
| 1945 | Діти райка                         | Les enfants du paradis                     |           |
| 1946 | Нещастя Софі                       | Les malheurs de Sophie                     |           |
| 1948 | Ворота ночі                        | Les portes de la nuit                      |           |
| 1947 | Несподівана подорож                | Voyage surprise                            |           |
| 1947 | У розповні літ                     | La fleur de l'âge                          |           |
| 1950 | Манеж                              | Manèges                                    |           |
| 1950 | Мари з порту                       | La Marie du port                           |           |
| 1951 | Жульєтта, або Ключ до сновидінь    | Juliette ou La clef des songes             |           |
| 1951 | Дива трапляються одного разу       | Les miracles n'ont lieu qu'une fois        |           |
| 1952 | Зелена рукавичка                   | The Green Glove                            |           |
| 1952 | Отелло                             | The Tragedy of Othello: The Moor of Venice |           |
| 1952 | Божевілля молодості                | La jeune folle                             |           |
| 1953 | Акт любові                         | Un acte d'amour                            |           |
| 1955 | Чоловічі розбірки                  | Du rififi chez les hommes                  |           |
| 1955 | Земля Фараонів                     | Land of the Pharaohs                       |           |
| 1955 | Коханець леді Чаттерлей            | L'amant de lady Chatterley                 |           |
| 1955 | Вуличне світло                     | La lumière d'en face                       |           |
| 1956 | Обриваючи пелюстки ромашки         | En effeuillant la marguerite               |           |
| 1957 | Любов пополудні                    | Love in the Afternoon                      |           |
| 1957 | Щаслива дорога                     | The Happy Road                             |           |
| 1957 | Свідок обвинувачення               | Witness for the Prosecution                |           |
| 1958 | Будь красивою і мовчи              | Sois belle et tais-toi                     |           |
| 1959 | Історія черниці                    | The Nun's Story                            |           |
| 1959 | Секрет шевальє Д'Еона              | Le secret du Chevalier d'Éon               |           |
| 1960 | Ще раз, з почуттям                 | Once More, with Feeling!                   |           |
| 1960 | Квартира                           | The Apartment                              |           |
| 1961 | Романов і Джульєтта                | Romanoff and Juliet                        |           |
| 1961 | Чи любите ви Брамса?               | Goodbye Again                              |           |
| 1961 | Паризький блюз                     | Paris Blues                                |           |
| 1961 | Раз, два, три                      | One, Two, Three                            |           |
| 1962 | П'ять миль до півночі              | Le couteau dans la plaie                   |           |
| 1963 | Ніжна Ірма                         | Irma la Douce                              |           |
| 1964 | Це кінь блідий                     | Behold a Pale Horse                        |           |
| 1964 | Поцілунок мене, дурненький         | Kiss Me, Stupid                            |           |
| 1966 | Як украсти мільйон                 | How to Steal a Million                     |           |
| 1966 | Ніч генералів                      | The Night of the Generals                  |           |
| 1968 | Блоха в її вусі                    | A Flea in Her Ear                          |           |
| 1968 | Під натиском                       | Uptight                                    |           |
| 1970 | Приватне життя Шерлока Холмса      | The Private Life of Sherlock Holmes        |           |
| 1970 | Обіцянка удосвіта                  | Promise at Dawn                            |           |
| 1971 | Мерзотник                          | Les mariés de l'an deux                    |           |
| 1973 | Недосяжна мета                     | Story of a Love Story                      |           |
| 1975 | Людина, яка хотіла бути королем    | The Man Who Would Be King                  |           |
| 1976 | Мосьє Кляйн                        | Mr. Klein                                  |           |
| 1978 | Дороги на південь                  | Les routes du sud                          |           |
| 1978 | Федора                             | Fedora                                     |           |
| 1979 | Дон Жуан                           | Don Giovanni                               |           |
| 1980 | Диявольська змова доктора Фе Манчу | The Fiendish Plot of Dr. Fu Manchu         |           |
| 1981 | Бездоганна репутація               | Coup de torchon                            |           |
| 1982 | Форель                             | La truite                                  |           |
| 1982 | Віадук                             | Viadukt                                    |           |
| 1983 | Чао, блазень                       | Tchao pantin                               |           |
| 1984 | Хай живуть здоровими жінки!        | Vive les femmes!                           |           |
| 1985 | Підземка                           | Subway                                     |           |
| 1985 | Гарем                              | Harem                                      |           |
| 1986 | Близько півночі                    | 'Round Midnight                            |           |
| 1988 | Бенгальські ночі                   | La nuit Bengali                            |           |
| 1989 | Возз'єднання                       | Reunion                                    |           |
| 1989 | Ружі-браконьєр                     | Rouget le braconnier                       |           |
| 1989 | Комедія кохання                    | Comédie d'amour                            |           |
| 1990 | Викрадач веселки                   | The Rainbow Thief                          |           |

## Нагороди
| Рік                              | Категорія                                                | Номінант                          | Результат |
| -------------------------------- | -------------------------------------------------------- | --------------------------------- | --------- |
| Премія «Оскар»                   |                                                          |                                   |           |
| 1961                             | премію «Оскар» за найкращу роботу художника-постановника | Квартира                          | Перемога  |
| 1976                             | премію «Оскар» за найкращу роботу художника-постановника | Людина, яка хотіла бути королем   | Номінація |
| Премія «Сезар»                   |                                                          |                                   |           |
| 1977                             | Найкращі декорації                                       | Мосьє Кляйн                       | Перемога  |
| 1980                             | Найкращі декорації                                       | Дон Джованні                      | Перемога  |
| 1982                             | Найкращі декорації                                       | Бездоганна репутація              | Номінація |
| 1983                             | Найкращі декорації                                       | Форель                            | Номінація |
| 1984                             | Найкращі декорації                                       | Чао, блазень                      | Номінація |
| 1986                             | Найкращі декорації                                       | Підземка                          | Перемога  |
| 1987                             | Найкращі декорації                                       | Опівнічний джаз                   | Номінація |
| Лондонське коло кінокритиків     |                                                          |                                   |           |
| 1987                             | Спеціальна нагорода за досягнення                        | Спеціальна нагорода за досягнення | Перемога  |
| Премія Європейської кіноакадемія |                                                          |                                   |           |
| 1991                             | Премія за життєві досягнення                             | Премія за життєві досягнення      | Перемога  |